# 青山ほとり

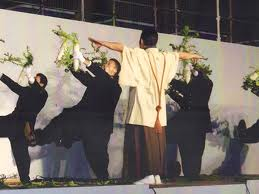
青山ほとりを踊る東京農業大学全學應援團

「青山ほとり」（あおやまほとり。“ほとり”は「畔」で畦のこと）は東京農業大学の応援歌である。一般的に「大根踊り」の名で知られている。作詞・作曲は、1923年（大正12年）当時の東京農業大学高等科3年生であった市山正輝。

## 概要
東京農業大学（以下、「農大」と記す、旧称「大日本農会附属私立東京農学校」）は、1898年（明治31年）から1946年（昭和21年）まで渋谷・常磐松町（旧常磐松御料地、現在の渋谷区渋谷四丁目付近で青山学院の敷地）にキャンパスを構えており、この歌は同地にキャンパスがあった1923年（大正12年）に作られたことから、常盤松時代の農大と農業への誇りを北海道湯の川温泉付近の曲を取り入れながら歌われている。

## 大根踊り
青山ほとりは、校外には「大根踊り」として知られている。これは、農大の応援団である東京農業大学全學應援團が、大根を持って歌いながら応援を行うことに由来している。
大根を持って踊りながら歌うというスタイルは、1923年の応援歌制定当初からあったものではなく、應援團歌集によれば1951年11月に、渋谷駅ハチ公前で演舞したのが最初だとあるが、他に以下の二説がある。
- 1932年5月7日・8日に旧両国国技館で行われた関東学生相撲連盟大会での応援に際して始めたという説[1]。
- 1952年11月、戦後初の収穫祭（文化祭）が行われた際の宣伝方法として、時の実行副委員長、加藤日出男が考案した説[2]。加藤は、労働青年の交流の場として「若い根っこの会」（現・一般財団法人根っこの家[3]）を創設したことでも知られている。

東京農業大学全學應援團が青山ほとりを踊る場合、使用するダイコンは、葉付きのものでなければならないとされている。一度使用すると傷んでしまうため、使い回しは出来ない。そのため使用された大根は、見ていた観客へ無料での提供や団員達の食事に利用される。
そのほかにも、農大一高や農大二高、農大三高の併設校でも応援団によって歌い踊られている。
また、東京農業大学全學應援團という名前が示している通り、「全学」、すなわち全学生によって組織されることとなっており、かつては農大に入学した学生全員に対し青山ほとりの歌詞と踊り方を覚えさせていたが、現在は一部の学科を除き、覚えさせるということを行っていない。
しかし、農大の象徴ともいえる存在であり、現在でも学生の飲み会から卒業生の結婚披露宴や葬式など、さまざまな場面にて歌い踊られている。とりわけ、農大卒業生の結婚披露宴では、余興として友人の農大卒業生による演技が定番となっており、常磐松時代の風景や農大健児の意気を歌い運動部へ声援を送る1番と、農大卒業生或いは農業従事者との結婚を勧める4番が歌い踊られる（2番3番は農業、特に米の重要性が歌われている）。
東京農業大学全學應援團による応援時や結婚披露宴での出し物など正式な場での踊りでは、当然ダイコンが使用されるが、正式な場での踊りではない場合、大根をビール瓶やペットボトルなどの棍棒状の物で代用して歌い踊る。

## その他
- 現在でも農大の象徴として内外で有名。東京箱根間往復大学駅伝競走（箱根駅伝）では、全學應援團は往路スタート地点近くの日比谷通り沿いにあった三和銀行東京ビル（後の三菱東京UFJ銀行大手町ビル、2012年解体）前に陣取り、声援を送ることが恒例になっていた。箱根駅伝がテレビにて完全生中継されてからは、スタート直後に全學應援團が青山ほとりを披露する光景が毎年の様に放送された為、広く存在が知られるようになった。現在では箱根駅伝の風物詩の1つとして全學應援團の応援を見るために大手町や箱根まで足を運ぶ観客もいる。
- 世田谷キャンパス内の常盤松会館1階にある東京農業大学生活協同組合の購買では、「青山ほとり」用に大根の形をしたビニール製のおもちゃが売られている。
- 1965年5月に起きた、東京農業大学ワンダーフォーゲル部死のシゴキ事件では、上級生らによる体罰の一環として、新入部員らが青山ほとりを踊らさせられている。
- 1986年6月、歌のトップテンに小泉今日子が出演し「100%男女交際」を歌う際、バックダンサーとして東京農業大学全學應援團が出演し、青山ほとりを披露した。共演した小泉今日子は、その迫力に驚いたというエピソードが伝えられる。
- 国立大学である東京農工大学は農大とは無関係であるが、大学名が似ている（農業大学と農工大学）こともあり、農工大生がこの青山ほとりを踊れると誤解されることもある。
- 日本体育大学の応援スタイルである「エッサッサ」は、この「青山ほとり」に対抗して作られたという話がある。日体大入試案内（パンフレット）には、その記述がある。「エッサッサ」は体育実演発表会にて演技する上半身裸の筋骨隆々の体育大学生、そして人数も多く迫力がまったく違うと云われる。今日では農大の「青山ほとり」、日体大の「エッサッサ」共に大学応援の双璧の存在として幅広く認知されている。
- 2016年には大学創立125周年を記念して、北海道の壺屋総本店と菓子「大根おどり」を共同開発した[4]。中身は大根風味のクッキー。2020年現在も壺屋の店舗・ネットショップで販売されている[5]。
- 農大卒の立川流落語家立川晴の輔は2013年に真打に昇進。翌年4月にホテルニューオータニで開催された晴の輔の真打昇進披露パーティーで、農大応援団員とOBが本人を交えて「青山ほとり」を踊った[6]。また、晴の輔は2024年4月から『笑点』メンバーとなったが、『大喜利』で「青山ほとり」を歌い、踊ることがある。
- 学内のよさこい・YOSAKOIソーランの部活・同好会でも、演舞楽曲の中の使用民謡として青山ほとりが用いられている。